# Goin' Blind
"Goin' Blind" är en låt av KISS från deras andra platta 1974, Hotter Than Hell. Låten är skriven av Gene Simmons och Steven Coronel.
Goin' Blind hette från början "Little Lady" och skrevs troligen runt 1969/1970. Steve Coronel skrev ackorden till låten och sedan skrev Gene melodi och text. Låten framfördes av Wicked Lester på konserter, fortfarande under namnet "Little Lady". Till Hotter Than Hell-inspelningarna ändrade man namnet och en del textrader. Bland annat var det Paul Stanley som skrev textraden "I'm 93, you're 16". Simmons har erkänt att han lånat lite från Eric Claptons Layla. En del anser att låten låter mycket som Cream som är en av Simmons favoritgrupper. Simmons sjunger lead på låten.
Goin' Blind handlar om en 93-årig man som har fallit i förälskelse med en 16-årig flicka men vet att han aldrig kommer att få henne.
Sången spelades aldrig live i början av KISS karriär, endast Wicked Lester och Rainbow. Med KISS dröjde det till 11 september 1993. Den spelades fram till 1996 och var tillbaka för ett par spelningar 2004. Den spelades en gång 2007, då kiss spelade trio.
Av coverversioner på Goin' Blind är kanske den mest kända av The Melvins, från Houdini 1993.